# ポケットモンスター サン&ムーン
『ポケットモンスター サン&ムーン』（ポケットモンスター サンアンドムーン）は、ゲームソフト「ポケットモンスターシリーズ」を原作とするOLM制作の日本のテレビアニメ。テレビ東京系列などで2016年11月17日から2019年11月3日まで放送された『ポケットモンスター XY&Z』の続編で、アニメ版ポケットモンスターシリーズとしては第6シリーズとなる。「ポケモンSM」などと略される。
以下、本項においてアニメ版ポケットモンスターのシリーズ作品を示す際は必要に応じ、1997年から2002年に放送された『ポケットモンスター』は「PM」、『アドバンスジェネレーション』は「AG」、『ダイヤモンド&パール』は「DP」、『ベストウイッシュ』は「BW」、2019年から2023年に放送された『ポケットモンスター』は「PM2」と表記する。また、「XY」は特に記載のない場合は狭義の『XY』と『XY&Z』の2作を示す。

## 概要
ゲーム『ポケットモンスター サン・ムーン』の発売前日にスタートした新シリーズで、本作は本編ゲーム『ポケットモンスター サン・ムーン』をベースとした作りになっており、ゲームと同じくアローラ地方が舞台となる。従来のシリーズはサトシとその仲間たちが各地方を旅してジム戦を重ね、ポケモンリーグを目指すことが主軸であったが、本作の舞台・アローラ地方にはポケモンジムが存在せず、サトシのポケモンスクールでの学校生活が主軸となっている。そのため、シリーズ放送開始以来、サトシが初めて学校に通うことになる。
「Zワザ」のシーンではゲーム版と同様に技名が字幕で表示される演出が入っており、日本語版なら日本語の字幕となる。
作中ではカロス地方の旅を終えた後の時系列かは明言されていないが、第42話・第43話で再登場したタケシがポケモンドクターの研修生をしていたり、カスミとタケシがメガシンカを使っていたりする為、時系列上は過去のシリーズから繋がっていることが描写されている。
本作放送時期の劇場版はPMのリメイク、またはテレビシリーズと独立したオリジナルストーリーとして制作されたため、本作そのものの劇場版は制作されていない（出演声優の一部は劇場版にて別役で参加している）。
PM編から長らくオーキド博士及びナレーションなどを担当してきた石塚運昇が本作の放送期間中に逝去。同役及びオーキド校長役は第111話より堀内賢雄に引き継がれた。

### 放送
テレビ東京系では、初回となる2016年11月17日と翌週の11月24日は2週連続で1時間スペシャルとして放送された。
2017年4月にアニメシリーズ放送開始20周年を迎え、11月9日放送の第49話でシリーズ通算放送1000回を達成した。
2017年8月10日放送の第37話からは11月17日発売の『ポケットモンスター ウルトラサン・ウルトラムーン』、2018年12月2日放送の第99話からは11月16日発売の『Let's Go! ピカチュウ・Let's Go! イーブイ』発売に先駆け、それに連動した話が放送されている。
第44話から第55話まではそれまでの話を踏襲しつつ、ほしぐも（コスモッグ）を中心とした新章に突入。シリーズ恒例である石塚運昇によるナレーションは第45話から第55話まで無く、冒頭にリーリエが前回を回想するシーンが挿入された（第48話を除く）。第61話からは、ウルトラビーストの捕獲を目的として結成したウルトラガーディアンズの関連エピソードが度々挿入されている。第128話からは、ククイ博士の悲願であったポケモンリーグがアローラ地方で初めて開催されるエピソードとなり、サトシがシリーズを通して初のリーグ優勝を果たした。
2018年10月からテレビ東京系列では日曜18:00 - 18:30枠に移動。テレビ東京系列では19時台にアニメを放送してきたが、これで完全消滅した。
2019年9月1日に番組内で新シリーズ『ポケットモンスター』の放送を発表。本作は同年11月3日放送の第146話を以て完結した。最終話のエンドクレジットは「…and your dreams!」と表記された。『PM2』第2話でサトシの部屋に本作で手に入れたアローラリーグ優勝のトロフィーやZパワーリングが置いてあることやピカチュウが本作で覚えたエレキネットを使用していることから本作最終回で飛行機でアローラ地方から帰還後のストーリーである。
日本においてはシリーズで初めて欠番や未放送（お蔵入り）、放送延期となった話が存在しないシリーズでもある。
前作同様、初回にサトシらがアローラ地方に向かい、最終回でカントー地方に帰還するまで、一部のエピソードを除き一貫してアローラ地方が舞台となっている。シリーズ名の変更もなかった。

### 番組構成
当初は前作の『ポケットモンスター XY&Z』の放送時間が18:55 - 19:25に変更された2016年4月以降と同様に、アバン→OP→Aパート→提供クレジット→CM→Bパート→CM→ED→ミニコーナー→CM→次回予告→提供クレジットの順であったが、2018年10月の放送時間移動後は、アバン→OP→Aパート→提供クレジット→CM→Bパート→ED→CM→ミニコーナー→次回予告→提供クレジットの順に一部変更された。次回予告は直接本編映像に「次回予告」のテロップが入って始まる形式となり、締めくくりの台詞である「みんなもポケモン、ゲットだぜ！」は言わなくなった。
『ベストウイッシュ』第61話からCM前後のアイキャッチで行われていたポケモンのシルエットクイズは引き続き継続されているが、今作では画面左側に表示されたポケモンのシルエットと同じものを選ぶ形式から、バラバラに並んでいる4枚のパズルに描かれているポケモンを当てるものに変更となった。
第129話以降は視聴者が『Pokémon GO』で撮ったスナップ写真がCM前後のアイキャッチで紹介されるようになった。
第3話以降は、アバン前とED後に、シリーズ初のデータ放送と連動したおまけコーナー「ポケもんだい」がスタートする。アバン前では主にその回で活躍する人物がその回の本編に関するクイズを出題し、ED後はクイズの答えを発表した後その回の後日談となるショートアニメを流している。第93話から第98話は「ポケもんだい」の答え発表前にミニコーナー「イーブイどこいくの？」が放送されていた。前シリーズまでのおまけコーナーと同様に映画の最新情報等がある際は休止するが、本作では前作のようにオーキド博士ではなく、ナレーションが情報をガイドしている。

## あらすじ
カロス地方での旅を終え、セレナ、シトロンとユリーカ兄妹と別れカントー地方に帰還したサトシとピカチュウは、母のハナコ、バリヤードと共に観光旅行でアローラ地方へやってきた。
アローラの地に降り立ったサトシは、新しいポケモンたちとの出会いに興奮する中、ポケモンスクールを訪れる。そこでサトシは、アローラ地方に伝わる特別な技・Zワザや「しまめぐり」による試練の存在を知る。さらに、メレメレ島の守り神であるカプ・コケコと出会い、Zリングを渡される。
サトシはカプ・コケコとの不思議な出会いを経て、アローラ地方に残りポケモンスクールに留学することを決める。そして、スクールで出会った仲間たちと共に、新たな生活と冒険を始めるのだった。

## 登場人物

### 既存キャラクター
- 前作から引き続きサトシ、サトシのピカチュウ、ロケット団、オーキド博士、ハナコらが登場。『PM』から登場しているキャラを含め、本作ではキャラクターデザインがこれまでより大幅に変更され、ややシンプルなゆるっとした線で描かれている。サトシはやや日焼けした姿になっている。これに対してサトシの声優である松本梨香は「梨香自身も驚いたりしたけど、サトシへの愛はかわらない。これからも全力でみんなに愛されるサトシを演じます」とコメントしている[6]。またキャラクターの顔が崩れたり鼻水を垂らすなどのギャグ的な演出も増えている。
- ロケット団3人組は『BW』以降と同様に毎回は登場しない。初回にムサシ達が登場しないのは無印編以来だが、初回から2話連続で登場しなかったのはシリーズ初となる。また、これまでのシリーズではバトル敗北で遠くへ吹っ飛ばされて「やな感じ〜！」という台詞となっていたが、本作では彼らを一方的に世話するキテルグマ（第103話からはキテルグマ&ヌイコグマ親子）に連れ去られて「何この感じ〜!?」という台詞となっている[注 15]。また敗北時だけでなく勝利寸前でキテルグマに連れ去られ退場というパターンもあった（サトシをはじめその場に居合わせた人物やポケモンは、キテルグマ達が何をしに来たのか分からずに呆然としている）。また、これまでのシリーズでサトシの事を「ジャリボーイ」と呼んでいたが、本作では「スクールボーイ」と呼ぶ場合もある。
- 『PM』で準レギュラーとして登場していたカントー地方のプリン（マイク型マーカーペンを持つ個体）が『AG』の第39話から約14年ぶりに再登場した[注 16]。

### 新キャラクター
- 本作ではゲーム版『サン・ムーン』の主人公をモデルとしたメインキャラクターは登場せず、ゲーム版の登場人物であるリーリエがメインヒロインに起用されている。過去作ではゲーム版の女主人公あるいはジムリーダーがメインヒロインとなっていたが、それ以外のゲーム版の登場人物がヒロインとなるのはアニメシリーズ初となる。途中の第51話以降はゲーム版と同じくポニーテールの髪型で、活動的な服装（通称・がんばリーリエ）に変わる場合がある。
- 今作ではジムおよびジムリーダーは存在しないため、過去シリーズまで定番であったジムリーダーのメインキャラクターは登場せず、代わってゲーム版の「キャプテン」からカキ、マオ、スイレン、マーマネがメインキャラクターとして登場している（過去シリーズのジムリーダーに相当する「しまキング」「しまクイーン」もメインではないものの登場する）。なお無印編でのジムリーダーでサトシの旅仲間であったタケシ・カスミは第42話・第43話・第102話・第103話に登場。サトシ達と同じくキャラクターデザインが大幅に変更されているが、第42話・第43話の衣装と手持ちポケモンは無印編当時の物となっている。
- ククイ博士はサトシの下宿先およびポケモンスクール教師、ナリヤ・オーキドはポケモンスクール校長として登場。ロトム図鑑や新キャラクターの手持ちポケモンには以前にポケモンを演じたことのある声優が登用されている。
- ストーリーが学校生活中心に変わった関係で、今までのレギュラーメンバーのように、毎回全員が揃って登場するわけではなく、話によっては台詞なしで登場したり、全く登場しないキャラクターもいる。
- ゲーム版の悪の組織「スカル団」は第1話より登場しており、初回からロケット団以外の悪の組織が登場するのはシリーズ初となる[注 17]。
- ジョーイ、ジュンサーのデザインや声優は『BW』・『XY』同様一新され、手持ちのポケモンも変更された。

以下の人物・団体は個別項目を参照。
サトシと手持ちポケモン
- サトシ - 松本梨香
  - ピカチュウ - 大谷育江
  - サトシのポケモン (サン&ムーン)
  - サトシのポケモン (カントー・オレンジ諸島編)

メインキャラクター
- ロトム図鑑 - 浪川大輔
- リーリエ - 真堂圭
  - ロコン（リージョンフォーム）（シロン） - 上田麗奈

- カキ - 石川界人
  - バクガメス - 三宅健太
  - ガラガラ（リージョンフォーム） - 武隈史子
  - リザードン - 石塚運昇→櫻井トオル

- マオ - 上田麗奈
  - アマカジ→アママイコ→アマージョ - 藤村知可

- スイレン - 菊地瞳
  - アシマリ→オシャマリ→アシレーヌ - 愛河里花子→清水理沙
  - イーブイ（ナギサ） - 美波わかな

- マーマネ - 武隈史子
  - トゲデマル - かないみか
  - デンヂムシ→クワガノン - 石塚運昇→うえだゆうじ

- ククイ博士 / ロイヤルマスク - 中川慶一
  - ウォーグル
  - ガオガエン - 櫻井トオル

- オーキド校長 - 石塚運昇→堀内賢雄
  - ネッコアラ - 菊地瞳

ロケット団
- ムサシ - 林原めぐみ
  - ソーナンス - うえだゆうじ
  - ミミッキュ - 浪川大輔

- コジロウ - 三木眞一郎
  - ヒドイデ - 武隈史子

- ニャース - 犬山イヌコ
- サカキ - 三宅健太

エーテル財団
- ルザミーネ - 木下紗華
- ビッケ - 藤村知可
- ザオボー - 真殿光昭
- バーネット博士 - 國立幸

準メインキャラクター
- グラジオ - 岡本信彦
- ハウ - 福山潤
- ジョーイ - 清水理沙
- ジュンサー - 瀬戸麻沙美
- キテルグマ - かないみか
- ヌイコグマ - 藤田ニコル

その他のキャラクター
- オーキド博士 - 石塚運昇→堀内賢雄
- ハナコ - 豊島まさみ
  - バリヤード - うえだゆうじ

- カスミ - 飯塚雅弓
- タケシ - うえだゆうじ
- プリン - かないみか

## 用語
本作独自の設定について述べる。
ポケモンスクール
本作での主な舞台。アローラ地方のメレメレ島に存在している。
留学生であるサトシをはじめ、リーリエ・カキ・マオ・スイレン・マーマネらが通う。ククイ博士は教師として勤め、校長はナリヤ・オーキド。彼の手持ちポケモンであるネッコアラが始業・終業・ウルトラガーディアンズ出動などの鐘を鳴らしている。
マラサダ
アローラ地方の名物。ロケット団3人組が資金稼ぎのために、キテルグマ型のキッチンカーにて販売している（劇中では「マラサダドーナツ」と呼んでいる）。ミツハニー型ドーナツなどのバリエーションもある。
ウルトラガーディアンズ
エーテル財団のルザミーネが設立。ウルトラホールを越えてやってきたウルトラビーストを危害が及ばないよう捕獲し、元の世界に戻す事が主な目的としている。ネッコアラが警鐘を鳴らし、サトシたちポケモンスクール生徒とそのポケモンたちが現地への調査命令を受ける。隊員コスチューム（ポケモンには隊員バッジ、雄にはネクタイ、雌にはリボン）は過程で自動的に着用される。専用のライド用ポケモンに乗って出動する。了解のかけ声は「ウルトラジャー」。

## スタッフ
前作からスタッフが一部交代しており、監督が矢嶋哲生から冨安大貴に、シリーズ構成が冨岡淳広から松井亜弥に、キャラクターデザインが広岡トシヒトから中野悟史と安田周平に、美術監督が金村勝義から武藤正敏に、撮影監督が白井久男から折笠裕子にそれぞれ変更となっている。『PM』の放送開始から『XY&Z』までアニメーション監修としてシリーズに携わってきた小田部羊一は本作より不参加となった。
- 原案 - 田尻智、増田順一、杉森建
- スーパーバイザー - 石原恒和
- 企画 - 宮原俊雄（第1話 - 第48話）→片上秀長（第49話 - 第146話）、岡本順哉
- アソシエイトプロデューサー - 折方崇志
- アニメーションコーディネーター・ポケもんだい構成[注 20] - 吉川兆二
- 総監督 - 湯山邦彦
- 監督 - 冨安大貴
- 副監督 - 小平麻紀（第53話 - 第146話）
- シリーズ構成・イーブイどこいくの？構成 - 松井亜弥
- 設定制作 - 下山将李
- 設定協力 - GAME FREAK inc.、The Pokémon Company
- キャラクター設定 - 松島賢二、松宮稔展、中津井優
- キャラクター原案 - 大村祐介、吉田宏信、海野隆雄、渕野大樹、李ヒョンジョン、井部真那、ジェイムスターナー、菜花健作、吉川麻由花、栃木遥、安藤絵美、前田咲子、山本裕輝、ありがひとし、にしだあつこ、江尾可奈子、水谷恵、鶴田沙綾、市川春子、竹
- キャラクターデザイン - 中野悟史、安田周平
- アニメポケモンデザイン - 一石小百合、松原徳弘、毛利和昭、佐藤和巳、香月麻衣子、片山美和、田島瑞穂、堤舞
- 総作画監督 - 中野悟史[注 21]
- 美術監督 - 武藤正敏
- 色彩設計 - 吉野記通
- 撮影監督 - 折笠裕子
- 編集 - 野川仁
- 音響監督 - 三間雅文
- 音楽 - 宮崎慎二
- 一部原曲・作曲 - 一之瀬剛、足立美奈子、佐藤仁美、黒田英昭、大賀智章
- 音楽プロデューサー - 佐野弘明（第1話 - 第146話）、村田莉恵（第61話 - 第146話）
- 音楽協力 - テレビ東京ミュージック
- ナレーション - 石塚運昇（第1話 - 第44話、第56話 - 第84話、第87話 - 第91話）→堀内賢雄[注 22]（第95話 - 第146話）、中川慶一（第85話・第86話[9]、第92話 - 第94話）
- キャスティング協力 - 81プロデュース
- 協力 - ジェイアール東日本企画
- プロデューサー - 松山進（第1話 - 第88話）→細谷伸之（第89話 - 第117話）→關口彩香（第118話 - 第146話）、田中茂裕、村椿拓郎（第1話 - 第19話）→田口秀一（第20話 - 第146話）
- アシスタントプロデューサー - 佐藤慎（第1話 - 第56話）→古川亘（第57話 - 第101話）→中内麻友（第102話 - 第146話）、山内未來（第1話 - 第28話）→吉田拓也（第29話 - 第146話）（テレビ東京）
- 番組宣伝 - 山室泰造（第1話 - 第19話・第91話 - 第106話）→魚田英孝（第20話 - 第90話）→徳弘憲治（第107話 - 第128話・第135話）→大江繭子（第129話 - 第134話・第136話 - 第146話）（テレビ東京）
- アニメーションプロデューサー - 加藤浩幸
- アニメーション制作 - OLM Team Kato
- 製作 - テレビ東京、MEDIANET、ShoPro

## 主題歌
前作に引き続きソニーミュージック系の曲を使用。

### オープニングテーマ
| 話数       | 曲名                                      | 歌手                                            | 概要 |
| ---------- | ----------------------------------------- | ----------------------------------------------- | --- |
| 1-29 44-60 | アローラ!!                                | サトシ（松本梨香） with ピカチュウ （大谷育江） | 松本梨香は前作の「XY&Z」に引き続き、サトシとしてオープニングテーマを担当している。イントロ部分でオープニングナレーションが取り入れられており、代わりに無印編の「めざせポケモンマスター（Whiteberry版）」以来続いてきた本シリーズの概説文は廃止されている。第44話以降は映像の一部が変更された。 |
| 30-43      | めざせポケモンマスター -20th Anniversary- | 松本梨香                                        | 初代の主題歌リメイク第1弾。ホウオウ、マーシャドーの登場部分を除き映像は本編及び前オープニングからの流用。無印編初代オープニングテーマのリメイクであり、2017年の長編映画『キミにきめた！』のオープニングテーマでもある。第42話・第43話のみ一部の合いの手が追加されている。                      |
| 61-90      | 未来コネクション                          | ЯeaL                                            | 第90話では本編終了直前に流れた。 |
| 91-145     | キミの冒険                                | 岡崎体育                                        | 第100話と第102話と第104話と第107話と第109話と第121話と第139話からは映像の一部が変更された。最終回となった第146話では挿入歌として使用された。 |

### エンディングテーマ
| 話数    | 曲名                       | 歌手                       | 概要 |
| ------- | -------------------------- | -------------------------- | --- |
| 1-60    | ポーズ                     | 岡崎体育                   | テレビ東京系列局では初回放送が1時間スペシャルとなったため、第2話より使用。第24話からZワザのダンスの部分のみ2番を使用し、リーリエ、ロケット団、ハナコのバリヤード、キテルグマがダンスに参加している。 |
| 61-103  | ジャリボーイ・ジャリガール | 岡崎体育                   | 第91話から2番を使用。映像も大幅に変更された。第99話から第102話のシャボン玉のシーンではピカチュウがサンタ帽を被っている。 |
| 82-86   | ブレス                     | ポルノグラフィティ         | テレビ東京系列の本放送時のみ使用。2018年長編映画『みんなの物語』の主題歌でもある。 |
| 104-128 | 心のノート                 | 日野市立七生緑小学校合唱団 | 第106話と第108話と第121話からは映像の一部が変更された。 |
| 129-146 | タイプ：ワイルド           | 中川翔子                   | 初代の主題歌リメイク第2弾。『ポケモンの家あつまる?』とコラボしており、ヒャダイン、あばれる君、大谷凜香がコーラスとして参加している。ロトム図鑑に写る映像はその回のダイジェストになっている。第138話からは映像の一部が変更された。本編最終回となった第146話ではフルサイズで使用され、本編の後日談が挿入された。なお、この回の原画担当として、歌手を担当した中川翔子がクレジットされている。 |

### 挿入歌
ノンクレジット。インストゥルメンタルとして流れたものは除く。
- 「アローラ!!」（第15話、第20話、第36話、第63話）
- 「ニャースのバラード」（第21話）
- 「ポーズ」（第29話、第40話、第41話、第69話）
- 「ロケット団 団歌」（第58話、第73話、第122話）
- 「未来コネクション」（第71話、第72話、第75話、第76話、第78話、第79話、第82話、第117話、第120話、第121話）
- 「めざせポケモンマスター -20th Anniversary-」（第77話、第102話）
- 「キミの冒険」（第102話、第106話、第130話、第146話）
- 「心のノート」（第137話）
- 「タイプ：ワイルド」（第139話、第140話、第144話）

## 各話リスト
放送日はテレビ東京同時ネットのもの。話数は放送順に数えたもので、公式発表はされていない。
| 話数 | サブタイトル                                      | 放送日          | 脚本       | 絵コンテ     | 演出         | 作画監督                     |
| ---- | ------------------------------------------------- | --------------- | ---------- | ------------ | ------------ | ---------------------------- |
| 1    | アローラ！はじめての島、はじめてのポケモンたち!!  | 2016年 11月17日 | 松井亜弥   | 冨安大貴     | 高橋知也     | 安田周平                     |
| 2    | 守り神カプ・コケコ登場！挑戦、オレたちのZワザ!!   | 2016年 11月17日 | 松井亜弥   | 樋口香里     | 牧野吉高     | 村田理                       |
| 3    | よロトしく、ボク、ロトム図鑑ロト！                | 11月24日        | 松井亜弥   | 牧野吉高     | 浅田裕二     | 岩根雅明 志村泉              |
| 4    | モクロー登場！アローラでポケモンゲットだぜ!!      | 11月24日        | 松井亜弥   | 尼野浩正     | 仲野良       | 一石小百合 田島瑞穂          |
| 5    | アシマリ、がんバルーン！                          | 12月1日         | 冨岡淳広   | 浅田裕二     | 渡辺正彦     | 夏目久仁彦 直井由紀          |
| 6    | びりびりちくちくトゲデマル！                      | 12月8日         | 面出明美   | 牧野吉高     | 牧野吉高     | 篠原隆                       |
| 7    | 市場の風来坊ニャビー！                            | 12月15日        | 冨岡淳広   | 尼野浩正     | しぎのあきら | 藤田正幸 猿渡聖加 菊地功一   |
| 8    | タマゴ係はだ〜れだ？                              | 12月22日        | 面出明美   | 関野昌弘     | 関野昌弘     | 村田理 香月麻衣子            |
| 9    | ぬしポケモンはデカグース！                        | 2017年 1月5日   | 松井亜弥   | 浅田裕二     | 浅田裕二     | 岩根雅明 志村泉              |
| 10   | 出るかZワザ！大試練への挑戦!!                     | 1月12日         | 松井亜弥   | 飯島正勝     | 飯島正勝     | 堀内博之                     |
| 11   | サトシ、カキんちに行く！                          | 1月19日         | 冨岡淳広   | 樋口香里     | 中田誠       | 毛利和昭                     |
| 12   | 課外授業はヒドイデ!?                              | 1月26日         | 面出明美   | 尼野浩正     | 渡辺正彦     | 夏目久仁彦 直井由紀          |
| 13   | アローラパンケーキ大レース！                      | 2月2日          | 松井亜弥   | 飯島正勝     | 仲野良       | 志村泉 大西雅也              |
| 14   | 勇気の結晶、リーリエとロコン！                    | 2月9日          | 面出明美   | 尼野浩正     | 鈴木龍太郎   | 安田周平 香月麻衣子          |
| 15   | 爪あとの丘、イワンコとルガルガン!!                | 2月23日         | 冨岡淳広   | 浅田裕二     | 浅田裕二     | 岩根雅明 志村泉              |
| 16   | 小さな三匹、大きな冒険！                          | 3月2日          | 冨岡淳広   | 高橋知也     | 高橋知也     | 難波功 藤田正幸 広岡トシヒト |
| 17   | アローラ探偵ロトム！消えたクリスタルの謎!!        | 3月9日          | 松井亜弥   | 浅田裕二     | 渡辺正彦     | 夏目久仁彦 直井由紀          |
| 18   | マジィ!?マオのお料理大作戦!!                      | 3月16日         | 関根アユミ | 尼野浩正     | 大和田淳     | 篠原隆                       |
| 19   | 電撃猛特訓！カプ・コケコとの再戦!!                | 3月23日         | 面出明美   | 飯島正勝     | 牧野吉高     | 藤本雄一朗 大橋藍人 堀内博之 |
| 20   | サトシとピカチュウ、二人の約束                    | 4月6日          | 松井亜弥   | 尼野浩正     | 仲野良       | 安田周平 村田理              |
| 21   | ニャビー、旅立ちの時！                            | 4月6日          | 冨岡淳広   | 浅田裕二     | 浅田裕二     | 岩根雅明 志村泉              |
| 22   | スコップに要注意!!!                               | 4月13日         | 冨岡淳広   | 尼野浩正     | 榎本守       | 門智昭 渡部裕子              |
| 23   | 衝撃！ダグトリオ解散!?                            | 4月20日         | 関根アユミ | 浅田裕二     | 渡辺正彦     | 夏目久仁彦 直井由紀          |
| 24   | アローラ！はじめての授業参観!!                    | 4月27日         | 面出明美   | 樋口香里     | 鈴木龍太郎   | 藤本雄一朗 大西雅也          |
| 25   | クリスタル争奪戦！ロケット団対スカル団!!          | 5月4日          | 冨岡淳広   | 飯島正勝     | 渡辺正彦     | 篠原隆                       |
| 26   | さよならマーマネ！                                | 5月11日         | 米村正二   | 尼野浩正     | 仲野良       | 志村泉 香月麻衣子            |
| 27   | 出でよ！紅き眼差しルガルガン!!                    | 5月18日         | 松井亜弥   | 浅田裕二     | 浅田裕二     | 岩根雅明 志村泉              |
| 28   | 熱闘ポケベース！ねらえ逆転ホームラン!!            | 5月25日         | 藤咲淳一   | 浅田裕二     | 小柴純弥     | 村田理 矢田木瀧              |
| 29   | ネマシュの森であなたも寝ましゅ？                  | 6月8日          | 関根アユミ | 吉村文宏     | 小平麻紀     | 安田周平 伊藤典子            |
| 30   | リーリエ、ピカチュウをかわいがってあげてね        | 6月15日         | 面出明美   | 神谷純       | 渡辺正彦     | 夏目久仁彦 直井由紀          |
| 31   | ライチ登場！泣いて笑って、島クイーン!!            | 6月22日         | 冨岡淳広   | 高橋ナオヒト | 宮原秀二     | 藤田正幸 小野晃 猿渡聖加     |
| 32   | お宝発見！ムーランドサーチ!!                      | 6月29日         | 米村正二   | 飯島正勝     | 牧野吉高     | 篠原隆                       |
| 33   | ヨワシ強し、池のぬし！                            | 7月6日          | 藤咲淳一   | 浅田裕二     | 浅田裕二     | 岩根雅明 志村泉              |
| 34   | 炎のバトル！ガラガラあらわる!!                    | 7月20日         | 面出明美   | 樋口香里     | サトウ光敏   | 石川てつや                   |
| 35   | カレーなバトル！ラランテスの舞!!                  | 7月27日         | 米村正二   | 尼野浩正     | 仲野良       | 伊藤典子 矢田木瀧            |
| 36   | ライチの大試練！一番ハードなポケモン勝負!!        | 8月3日          | 冨岡淳広   | 浅田裕二     | 小柴純弥     | 大西雅也                     |
| 37   | イワンコといのちの遺跡の守り神！                  | 8月10日         | 松井亜弥   | 神谷純       | 渡辺正彦     | 直井由紀                     |
| 38   | ミミッキュのばけのかわ！                          | 8月17日         | 関根アユミ | 尼野浩正     | 榎本守       | 門智昭 田之上慎              |
| 39   | 家出のマオとヤレユータン！                        | 8月24日         | 藤咲淳一   | 浅田裕二     | 浅田裕二     | 岩根雅明 志村泉              |
| 40   | アシマリ、オシャマリ、いかりのダダリン！          | 8月31日         | 宮田由佳   | 吉村文宏     | 中田誠       | 志村泉                       |
| 41   | ダッシュ！デンヂムシ                              | 9月7日          | 面出明美   | 樋口香里     | 小柴純也     | 伊藤典子 矢田木瀧            |
| 42   | カントーでアローラ！タケシとカスミ!!              | 9月14日         | 米村正二   | 浅田裕二     | 小平麻紀     | 安田周平 香月麻衣子          |
| 43   | ジムバトル！Zワザ対メガシンカ!!                   | 9月21日         | 冨岡淳広   | 飯島正勝     | 飯島正勝     | 中野悟史                     |
| 44   | サトシとほしぐも！不思議な出会い!!                | 10月5日         | 松井亜弥   | 浅田裕二     | 浅田裕二     | 岩根雅明 志村泉              |
| 45   | ほしぐもパニック！テレポートは突然に!!            | 10月12日        | 藤咲淳一   | 尼野浩正     | 牧野吉高     | 篠原隆                       |
| 46   | 変身メタモン、探すんだモン！                      | 10月19日        | 関根アユミ | 飯島正勝     | 毛利和昭     | 藤田正幸 浜田勝              |
| 47   | グラジオとシルヴァディ！戒めの仮面!!              | 10月26日        | 冨岡淳広   | 吉村文宏     | 渡辺正彦     | 直井由紀                     |
| 48   | ゼンリョクポーズでお泊まり会！                    | 11月2日         | 宮田由佳   | 榎本守       | 榎本守       | 小林ゆかり 田之上慎 渡部裕子 |
| 49   | リーリエとシルヴァディ、よみがえる記憶            | 11月9日         | 松井亜弥   | 尼野浩正     | 中田誠       | 大西雅也                     |
| 50   | ザオボーの逆襲！さらわれたほしぐも!!              | 11月16日        | 米村正二   | 浅田裕二     | 浅田裕二     | 岩根雅明 志村泉              |
| 51   | がんばリーリエ！決意の家出!!                      | 11月23日        | 藤咲淳一   | 牧野吉高     | 牧野吉高     | 篠原隆                       |
| 52   | 日輪の祭壇！ソルガレオ降臨!!                      | 11月30日        | 松井亜弥   | 小平麻紀     | 小平麻紀     | 志村泉                       |
| 53   | 急げ！ルザミーネ救出大作戦!!                      | 12月7日         | 冨岡淳広   | 浅田裕二     | 小柴純弥     | 伊藤典子 矢田木瀧            |
| 54   | 輝けZパワーリング！超ゼンリョクの1000まんボルト!! | 12月14日        | 冨岡淳広   | 樋口香里     | 毛利和昭     | 香月麻衣子 一石小百合        |
| 55   | ありがとうソルガレオ！俺たちのほしぐも!!          | 12月21日        | 松井亜弥   | 浅田裕二     | 浅田裕二     | 岩根雅明 志村泉              |
| 56   | 寝る子は強い、ネッコアラの秘密！                  | 12月28日        | 米村正二   | 尼野浩正     | 渡辺正彦     | 直井由紀                     |

放送休止
- 2016年12月29日・2017年3月30日の放送は「世界!ニッポン行きたい人応援団」のため休止。
- 2017年6月1日の放送は「世界卓球×全仏テニス」のため休止。
- 2017年9月28日の放送は「世界!ニッポン行きたい人応援団」のため休止。

| 話数 | サブタイトル                                   | 放送日         | 脚本       | 絵コンテ     | 演出              | 作画監督                                           |
| ---- | ---------------------------------------------- | -------------- | ---------- | ------------ | ----------------- | -------------------------------------------------- |
| 57   | ロトム、フォルムチェンジが止まらない！         | 2018年 1月11日 | 藤咲淳一   | 金崎貴臣     | 小柴純弥          | 難波功 宮田忠明                                    |
| 58   | 泣かないでヒドイデ！                           | 1月18日        | 関根アユミ | 榎本守       | 榎本守            | 志村泉 田之上慎 小林ゆかり                         |
| 59   | マオとスイレン、にがあまメモリーズ！           | 1月25日        | 宮田由佳   | 小平麻紀     | 小平麻紀          | 秋山泰彦 西谷泰史                                  |
| 60   | リーリエ飛びます！ポケゾリジャンプ大会!!       | 2月1日         | 米村正二   | 下田正美     | 牧野吉高          | 志村泉                                             |
| 61   | 出動！僕らのウルトラガーディアンズ!!           | 2月8日         | 松井亜弥   | 浅田裕二     | 浅田裕二          | 岩根雅明 志村泉                                    |
| 62   | 悪のニャースはアローラニャース!?               | 2月15日        | 面出明美   | 尼野浩正     | 小柴純弥          | 大橋藍人 村田理                                    |
| 63   | 燃え上がれニャビー！打倒ガオガエン!!           | 2月22日        | 冨岡淳広   | 関野昌弘     | 関野昌弘          | 田島瑞穂 安田周平                                  |
| 64   | サトシとナゲツケサル！友情のタッチダウン!!     | 3月1日         | 藤咲淳一   | 樋口香里     | 渡辺正彦          | 直井由紀                                           |
| 65   | イリマとイーブイまイリマす!!                   | 3月8日         | 宮田由佳   | 毛利和昭     | でんさおり        | 伊藤典子 矢田木瀧                                  |
| 66   | スケッチでスマッシュ！激闘ポケピンポン!!       | 3月15日        | 米村正二   | 小平麻紀     | 小平麻紀          | 大西雅也                                           |
| 67   | ピカピカだいすき！くるくるベベノム!!           | 3月22日        | 松井亜弥   | 浅田裕二     | 浅田裕二          | 岩根雅明 志村泉                                    |
| 68   | お仕事体験！ポケモンセンター24時!!             | 4月5日         | 藤咲淳一   | 尼野浩正     | 牧野吉高          | 篠原隆                                             |
| 69   | 輝け星舟テッカグヤ！                           | 4月12日        | 米村正二   | 尼野浩正     | 毛利和昭          | 香月麻衣子 山崎玲愛                                |
| 70   | 牧場を守れ！逆襲の蒼き炎!!                     | 4月19日        | 面出明美   | 樋口香里     | 榎本守            | 田之上慎 小林ゆかり 志村泉                         |
| 71   | シズクモ、スイレンゲットだぜ！                 | 4月26日        | 冨岡淳広   | 尼野浩正     | 渡辺正彦          | 直井由紀                                           |
| 72   | パンパカパーン！燃えよマオファミリー!!         | 4月26日        | 関根アユミ | 飯島正勝     | 中田誠            | 村田理 安田周平                                    |
| 73   | ロケット団の島めぐり!?Zリングをゲットせよ      | 5月3日         | 宮田由佳   | 浅田裕二     | 浅田裕二          | 岩根雅明 志村泉                                    |
| 74   | ちょーワルおやじはしまキング!?                 | 5月10日        | 松井亜弥   | 小平麻紀     | 小柴純弥          | 矢田木瀧 伊藤典子                                  |
| 75   | カプ・ブルル！ぐーたらモー特訓!!               | 5月17日        | 松井亜弥   | でんさおり   | でんさおり        | 山崎玲愛 一石小百合                                |
| 76   | スーパー決戦！ピカチュウVSミミッキュ!!         | 5月24日        | 藤咲淳一   | 関野昌弘     | 上野史博          | 篠原隆                                             |
| 77   | クチナシの大試練！ルガルガン覚醒!!             | 5月31日        | 米村正二   | 樋口香里     | 毛利和昭          | 大西雅也                                           |
| 78   | 激突ウルトラビースト！ドンドンバチバチ大作戦!! | 6月7日         | 冨岡淳広   | 浅田裕二     | 浅田裕二          | 岩根雅明 志村泉                                    |
| 79   | メテノとベベノム、星空に消えた約束！           | 6月14日        | 藤咲淳一   | 小平麻紀     | 小平麻紀          | 村田理 安田周平                                    |
| 80   | サンドの嵐！氷穴のダブルバトル!!               | 6月28日        | 宮田由佳   | 尼野浩正     | 渡辺正彦          | 直井由紀                                           |
| 81   | アローラの若き炎！ロイヤルサトシ誕生!!         | 7月5日         | 米村正二   | 関野昌弘     | 中田誠            | 伊藤典子 矢田木瀧                                  |
| 82   | ダンスダンスで進化せんか？                     | 7月19日        | 藤咲淳一   | 飯島正勝     | 中村近世          | 田之上慎 小林ゆかり 森田実 志村泉                  |
| 83   | サトシ、ちいさくなる                           | 7月26日        | 冨岡淳広   | 高橋ナオヒト | 上野史博          | 篠原隆                                             |
| 84   | 家族のカタチ、ベベノムのキモチ！               | 8月2日         | 松井亜弥   | 浅田裕二     | 浅田裕二          | 岩根雅明 志村泉                                    |
| 85   | トンデノボッテ、ツンデツンデ！                 | 8月9日         | 藤咲淳一   | 尼野浩正     | 牧野吉高          | 大西雅也                                           |
| 86   | ココにきめた！ポケモン湯けむりパラダイス!!     | 8月16日        | 宮田由佳   | でんさおり   | でんさおり        | 香月麻衣子 山崎玲愛                                |
| 87   | アローラの危機！かがやきを喰らう闇!!           | 8月23日        | 米村正二   | 樋口香里     | 渡辺正彦          | 直井由紀                                           |
| 88   | ルナアーラ対UB:BLACK!満月の戦い!!              | 8月30日        | 米村正二   | 尼野浩正     | 小柴純弥          | 伊藤典子 矢田木瀧                                  |
| 89   | 光と闇のプリズム、その名はネクロズマ！         | 9月6日         | 米村正二   | 浅田裕二     | 浅田裕二          | 岩根雅明 志村泉                                    |
| 90   | 未来へつなげ！かがやきさまの伝説!!             | 9月13日        | 米村正二   | 毛利和昭     | 毛利和昭          | 安田周平 村田理                                    |
| 91   | 大量発生チュウ！ピカチュウのたに!!             | 10月7日        | 冨岡淳広   | 中田誠       | 中田誠            | 志村泉 一石小百合                                  |
| 92   | ククイ絶体絶命！もう一人のロイヤルマスク!!     | 10月14日       | 関根アユミ | 尼野浩正     | 上野史博          | 篠原隆                                             |
| 93   | 勇者リリエルとアローラの杖！                   | 10月21日       | 藤咲淳一   | 浅田裕二     | 渡辺正彦          | 直井由紀                                           |
| 94   | ゴーストポケモン大集合！みんなのお化け屋敷!!   | 10月28日       | 宮田由佳   | 樋口香里     | でんさおり        | 大西雅也                                           |
| 95   | ヴェラ火山、ゴローンゴローニャやまおとこ！     | 11月4日        | 藤咲淳一   | 浅田裕二     | 浅田裕二          | 岩根雅明 志村泉                                    |
| 96   | ロケット団とヌイコグマ！                       | 11月11日       | 松井亜弥   | 尼野浩正     | 牧野吉高          | 山崎玲愛 香月麻衣子                                |
| 97   | 匠のフクスロー!!!眠りのモクローZZZ             | 11月18日       | 冨岡淳広   | 飯島正勝     | 飯島正勝          | 酒井裕未 柳原好貴                                  |
| 98   | コンビ解散!?サトシとロトム                     | 11月25日       | 面出明美   | 尼野浩正     | 上野史博          | 篠原隆                                             |
| 99   | イーブイどこいくの？あのコに会いにどこまでも！ | 12月2日        | 松井亜弥   | 小平麻紀     | 小平麻紀          | 村田理 安田周平                                    |
| 100  | 風を断つ稲妻！その名はゼラオラ!!               | 12月9日        | 米村正二   | 樋口香里     | 小柴純弥          | 伊藤典子 矢田木瀧                                  |
| 101  | 放て！友情のツインスパーキングギガボルト!!     | 12月16日       | 米村正二   | 浅田裕二     | 浅田裕二          | 岩根雅明 志村泉                                    |
| 102  | アローラでアローラ！タケシとカスミ！           | 12月23日       | 宮田由佳   | 浅田裕二     | 渡辺正彦          | 直井由紀                                           |
| 103  | 岩をも砕く熱きハート！ライチとタケシ!!         | 2019年 1月6日  | 大久保昌弘 | 尼野浩正     | 中田誠            | 一石小百合 竹内杏子                                |
| 104  | ポニ島の自由研究！しまキングをさがせ!!         | 1月13日        | 藤咲淳一   | 小平麻紀     | 牧野吉高          | 志村泉 伊藤典子                                    |
| 105  | ルガルガン決戦！サトシVSグラジオ!!             | 1月20日        | 冨岡淳広   | 関野昌弘     | たかたまさひろ    | 岡昭彦                                             |
| 106  | 海あり谷あり！ポケモン進化大特訓!!             | 1月27日        | 面出明美   | 尼野浩正     | 小柴純弥          | 大西雅也                                           |
| 107  | 走れカキ！己を超えて!!                         | 2月3日         | 米村正二   | 浅田裕二     | 浅田裕二          | 岩根雅明 志村泉                                    |
| 108  | カプ・レヒレの霧の中で                         | 2月10日        | 松井亜弥   | でんさおり   | でんさおり        | 香月麻衣子 山崎玲愛                                |
| 109  | しまクイーン誕生！サトシの大試練!!             | 2月17日        | 藤咲淳一   | 毛利和昭     | 渡辺正彦          | 新城真                                             |
| 110  | ポケゴルフでホールインワン！                   | 2月24日        | 大久保昌弘 | 樋口香里     | 上野史博          | 篠原隆                                             |
| 111  | アローラ上陸！タルタルメタルパニック!!         | 3月3日         | 米村正二   | 関野昌弘     | 関野昌弘          | 酒井裕未 柳原好貴                                  |
| 112  | 新種発見！メルタン、ゲットだぜ!!               | 3月10日        | 藤咲淳一   | 小平麻紀     | 小平麻紀          | 村田理 安田周平                                    |
| 113  | 新番組!?小さなコイキングのメロディ             | 3月17日        | 平出尚人   | 浅田裕二     | 浅田裕二          | 岩根雅明 志村泉                                    |
| 114  | ビューティー・アンド・ニャース！               | 3月24日        | 面出明美   | 尼野浩正     | 中田誠            | 伊藤典子 矢田木瀧                                  |
| 115  | 破壊の帝王グズマ！                             | 3月31日        | 米村正二   | 毛利和昭     | 毛利和昭          | 志村泉 大橋藍人                                    |
| 116  | リーリエと秘密の機巧姫！                       | 4月7日         | 松井亜弥   | 関野昌弘     | 小柴純弥          | 高橋優 大西雅也                                    |
| 117  | シェイミ、メルタン、ナギサ！迷子の探検隊!!     | 4月14日        | 藤咲淳一   | 尼野浩正     | 渡辺正彦          | 新城真                                             |
| 118  | 最上階を目指せ！爆音のドラゴンジム!!           | 4月21日        | 面出明美   | 樋口香里     | 牧野吉高          | 山崎玲愛                                           |
| 119  | 超速のクワガノン！マーマネ覚醒!!               | 4月28日        | 大久保昌弘 | 若林厚史     | 上野史博          | 篠原隆                                             |
| 120  | スイレン、カイオーガを釣る!?                   | 5月5日         | 冨岡淳広   | 浅田裕二     | 浅田裕二          | 岩根雅明 志村泉                                    |
| 121  | マオ奮闘！森のポケモンカフェ!!                 | 5月12日        | 藤咲淳一   | 尼野浩正     | 箕ノ口克己        | 大西雅也 中矢利子 山崎玲愛 海老沢咲希              |
| 122  | 監視します！ロケット団アローラのすがた!!       | 5月19日        | 松井亜弥   | 齋藤徳明     | 飯村正之          | 志村泉 中矢利子 大西雅也 柳原好貴 海老沢咲希       |
| 123  | Zワザを極めろ！灼熱のカキ合宿!!                | 5月26日        | 面出明美   | 樋口香里     | 小柴純弥          | 酒井裕未 柳原好貴                                  |
| 124  | 切れ味バツグン！カミツルギ見参!!               | 6月2日         | 米村正二   | 野田泰宏     | 野田泰宏          | 金振英 朴唱煥 黃星元 大西雅也                      |
| 125  | サトシ、時を超えた出会い！                     | 6月9日         | 冨岡淳広   | 毛利和昭     | 毛利和昭          | 安田周平 矢田木瀧                                  |
| 126  | ピカチュウのドキドキ探検隊！                   | 6月16日        | 藤咲淳一   | 浅田裕二     | 浅田裕二          | 岩根雅明 志村泉                                    |
| 127  | グラジオとリーリエ！父の幻影を追って!!         | 6月23日        | 松井亜弥   | 小平麻紀     | 小平麻紀          | 香月麻衣子                                         |
| 128  | 開幕！アローラポケモンリーグ!!                 | 6月30日        | 面出明美   | 樋口香里     | 上野史博          | 篠原隆                                             |
| 129  | 大乱闘！バトルロイヤル151!!                    | 7月7日         | 藤咲淳一   | 齋藤徳明     | 牧野吉高          | 新城真                                             |
| 130  | マオとスイレン！友情のゼンリョクバトル!!       | 7月14日        | 大久保昌弘 | でんさおり   | でんさおり        | 山﨑玲愛                                           |
| 131  | ムサシVSコジロウ！愛と真実のバトルフィールド!! | 7月21日        | 松井亜弥   | 浅田裕二     | 浅田裕二          | 岩根雅明 志村泉                                    |
| 132  | ジュナイパーを攻略せよ！                       | 7月28日        | 面出明美   | 樋口香里     | 小柴純弥          | 酒井裕未 柳原好貴                                  |
| 133  | 鳥上決戦！ブレイブバードVSゴッドバード!!       | 8月4日         | 藤咲淳一   | 中田誠       | 中田誠            | 高橋優 矢田木瀧                                    |
| 134  | みんなゼンリョク！準決勝への道!!               | 8月11日        | 大久保昌弘 | 齋藤徳明     | 牧野友映          | 志村泉                                             |
| 135  | 準決勝！カキVSグラジオ!!                       | 8月18日        | 米村正二   | 尼野浩正     | 上野史博          | 篠原隆                                             |
| 136  | 燃え上がる炎！ライバルはひとりじゃない!!       | 8月25日        | 松井亜弥   | 野田泰宏     | 野田泰宏          | 香月麻衣子 一石小百合                              |
| 137  | 無敗の帝王グズマ！                             | 9月1日         | 面出明美   | 浅田裕二     | 浅田裕二          | 岩根雅明 志村泉                                    |
| 138  | 決勝戦！最強ライバル対決!!                     | 9月8日         | 藤咲淳一   | 齋藤徳明     | 小柴純弥          | 新城真                                             |
| 139  | 誕生！アローラの覇者!!                         | 9月15日        | 藤咲淳一   | 毛利和昭     | 毛利和昭          | 山﨑玲愛                                           |
| 140  | アクジキング襲来！Zワザ大決戦!!                | 9月22日        | 米村正二   | 樋口香里     | 向山鶴美          | 大野勉 森悦史 岡昭彦                               |
| 141  | ファイナルバトル！サトシ対ククイ!!             | 9月29日        | 冨岡淳広   | でんさおり   | でんさおり        | 柳原好貴 酒井裕未                                  |
| 142  | 燃える！みなぎる!!フルバトル!!！               | 10月6日        | 冨岡淳広   | 尼野浩正     | 上野史博          | 篠原隆                                             |
| 143  | 決着！ガオガエンVSニャヒート!!                 | 10月13日       | 冨岡淳広   | 浅田裕二     | 浅田裕二          | 岩根雅明 志村泉                                    |
| 144  | アローラ最強のZ！カプ・コケコVSピカチュウ!!    | 10月20日       | 松井亜弥   | 齋藤徳明     | 小柴純弥          | 中野悟史 志村泉                                    |
| 145  | 太陽と月と、みんなの夢！                       | 10月27日       | 松井亜弥   | 尼野浩正     | 黒田幸生 岩田水木 | 久保充照 今井武志 岩田水木 花輪美雪 服部益実 K-PRO |
| 146  | ありがとうアローラ！それぞれの旅立ち!!         | 11月3日        | 松井亜弥   | 冨安大貴     | 冨安大貴          | 山﨑玲愛 香月麻衣子                                |

放送休止
- 2018年1月1日の放送は「THEカラオケ★バトル」のため休止。
- 2018年3月29日の放送は「激録・警察密着24時!! 〜2018春〜」のため休止。
- 2018年6月21日の放送は「あなたの家にもお宝が！突撃!しあわせ買取隊」のため休止。
- 2018年7月12日の放送は「ポケモン みんなの３時間スペシャル！！▽ポケんちＳＰ＆映画『キミにきめた！』」のため休止。
- 2018年12月30日の放送は「世界！職人ワゴン」のため休止。

## ポケもんだいリスト
| 話数 | 放送日          | 絵コンテ   | 演出       | 作画監督            | 総作画監督 | 出題者           |
| ---- | --------------- | ---------- | ---------- | ------------------- | ---------- | ---------------- |
| 3    | 2016年 11月24日 | -          | -          | -                   | -          | ナリヤ・オーキド |
| 4    | 2016年 11月24日 | -          | -          | -                   | -          | マオ             |
| 5    | 12月1日         | 鈴木龍太郎 | 鈴木龍太郎 | 安田周平            | 中野悟史   | スイレン         |
| 6    | 12月8日         | 尼野浩正   | 仲野良     | 安田周平            | 中野悟史   | マーマネ         |
| 7    | 12月15日        | 尼野浩正   | 仲野良     | 安田周平            | 中野悟史   | ククイ博士       |
| 8    | 12月22日        | 尼野浩正   | 仲野良     | 安田周平 一石小百合 | 中野悟史   | リーリエ         |
| 9    | 2017年 1月5日   | 尼野浩正   | 仲野良     | 中野悟史            | -          | サトシ           |
| 10   | 1月12日         | 尼野浩正   | 仲野良     | 安田周平 一石小百合 | 中野悟史   | ハラ             |
| 11   | 1月19日         | 大和田淳   | 大和田淳   | 安田周平 中矢利子   | 中野悟史   | カキ             |
| 12   | 1月26日         | 大和田淳   | 大和田淳   | 安田周平 中矢利子   | 中野悟史   | コジロウ         |
| 13   | 2月2日          | 大和田淳   | 大和田淳   | 安田周平 中矢利子   | 中野悟史   | ナリヤ・オーキド |
| 14   | 2月9日          | 大和田淳   | 大和田淳   | 安田周平 中矢利子   | 中野悟史   | リーリエ         |
| 15   | 2月23日         | 仲野良     | 仲野良     | 安田周平 中矢利子   | 中野悟史   | ククイ博士       |
| 16   | 3月2日          | 大和田淳   | 大和田淳   | 安田周平 中矢利子   | 中野悟史   | ニャース         |
| 17   | 3月9日          | 大和田淳   | 大和田淳   | 安田周平 中矢利子   | 中野悟史   | ロトム図鑑       |
| 18   | 3月16日         | 冨安大貴   | 川越一生   | 安田周平            | 中野悟史   | マオ             |
| 19   | 3月23日         | 川越一生   | 川越一生   | 中矢利子            | 中野悟史   | ククイ博士       |
| 20   | 4月6日          | 小柴純弥   | 小柴純弥   | 中矢利子            | 中野悟史   | サトシ           |
| 21   | 4月6日          | 小柴純弥   | 小柴純弥   | 中矢利子            | 中野悟史   | ククイ博士       |
| 22   | 4月13日         | 小柴純弥   | 小柴純弥   | 中矢利子            | 中野悟史   | カキ             |
| 23   | 4月20日         | 小柴純弥   | 小柴純弥   | 中矢利子            | 中野悟史   | マーマネ         |
| 24   | 4月27日         | 小柴純弥   | 小柴純弥   | 中矢利子            | 中野悟史   | ナリヤ・オーキド |
| 25   | 5月4日          | 鈴木龍太郎 | 仲野良     | 中矢利子            | 中野悟史   | コジロウ         |
| 26   | 5月11日         | 鈴木龍太郎 | 仲野良     | 安田周平            | 中野悟史   | マーマネ         |
| 27   | 5月18日         | 尼野浩正   | 牧野吉高   | 中矢利子            | 中野悟史   | ロトム図鑑       |
| 28   | 5月25日         | 尼野浩正   | 仲野良     | 中矢利子            | 中野悟史   | ククイ博士       |
| 29   | 6月8日          | 尼野浩正   | 仲野良     | 中矢利子            | 中野悟史   | スイレン         |
| 30   | 6月15日         | 川越一生   | 川越一生   | 中矢利子            | 中野悟史   | リーリエ         |
| 31   | 6月22日         | 尼野浩正   | 平野宏樹   | 河毛雅妃            | 中野悟史   | マオ             |
| 32   | 6月29日         | 仲野良     | 仲野良     | 中矢利子            | 中野悟史   | サトシ           |
| 33   | 7月6日          | 仲野良     | 仲野良     | 中矢利子            | 中野悟史   | スイレン         |
| 34   | 7月20日         | 仲野良     | 仲野良     | 中矢利子            | 中野悟史   | カキ             |
| 35   | 7月27日         | 尼野浩正   | 仲野良     | 中矢利子            | 中野悟史   | マオ             |
| 36   | 8月3日          | 尼野浩正   | 平野宏樹   | 中矢利子            | 中野悟史   | ククイ博士       |
| 37   | 8月10日         | 尼野浩正   | 平野宏樹   | 中矢利子            | 中野悟史   | ククイ博士       |
| 38   | 8月17日         | 尼野浩正   | 仲野良     | 安田周平 中矢利子   | 中野悟史   | ムサシ           |
| 39   | 8月24日         | 尼野浩正   | 仲野良     | 安田周平 中矢利子   | 中野悟史   | ジョーイ         |
| 40   | 8月31日         | 尼野浩正   | 仲野良     | 中矢利子            | 中野悟史   | スイレン         |
| 41   | 9月7日          | 尼野浩正   | 仲野良     | 中矢利子            | 中野悟史   | マーマネ         |
| 42   | 9月14日         | 浅田裕二   | 仲野良     | 安田周平            | 中野悟史   | サトシ           |
| 43   | 9月21日         | 川越一生   | 川越一生   | 安田周平            | 中野悟史   | サトシ           |
| 44   | 10月5日         | 松田真路   | 松田真路   | 鈴木敦              | 松田真路   | リーリエ         |
| 45   | 10月12日        | 松田真路   | 松田真路   | 中矢利子            | 中野悟史   | ロトム図鑑       |
| 46   | 10月19日        | 松田真路   | 松田真路   | 中矢利子            | 中野悟史   | カキ             |
| 47   | 10月26日        | 松田真路   | 松田真路   | 中矢利子            | 中野悟史   | サトシ           |
| 48   | 11月2日         | 松田真路   | 松田真路   | 中矢利子            | 中野悟史   | ロトム図鑑       |
| 49   | 11月9日         | 松田真路   | 松田真路   | 高橋優              | 松田真路   | コジロウ         |
| 50   | 11月16日        | 松田真路   | 松田真路   | 鈴木敦              | 松田真路   | ロトム図鑑       |
| 51   | 11月23日        | 松田真路   | 松田真路   | 鈴木敦              | 松田真路   | ハラ             |
| 52   | 11月30日        | 松田真路   | 松田真路   | 鈴木敦              | 松田真路   | ニャース         |
| 53   | 12月7日         | 松田真路   | 松田真路   | 中矢利子            | 中野悟史   | ロトム図鑑       |
| 54   | 12月14日        | 松田真路   | 松田真路   | 中矢利子            | 中野悟史   | サトシ           |
| 55   | 12月21日        | 松田真路   | 松田真路   | 鈴木敦              | 中野悟史   | マオ             |
| 56   | 12月28日        | 松田真路   | 松田真路   | 鈴木敦              | 松田真路   | マーマネ         |

| 話数 | 放送日         | 絵コンテ        | 演出            | 作画監督 | 総作画監督 | 出題者           |
| ---- | -------------- | --------------- | --------------- | -------- | ---------- | ---------------- |
| 57   | 2018年 1月11日 | 松田真路        | 松田真路        | 鈴木敦   | 松田真路   | ロトム図鑑       |
| 58   | 1月18日        | 松田真路        | 松田真路        | 中矢利子 | 中野悟史   | ムサシ           |
| 59   | 1月25日        | 松田真路        | 松田真路        | 鈴木敦   | 松田真路   | スイレン         |
| 60   | 2月1日         | 松田真路        | 松田真路        | 中矢利子 | 中野悟史   | リーリエ         |
| 61   | 2月8日         | 松田真路        | 松田真路        | 鈴木敦   | 松田真路   | ロトム図鑑       |
| 62   | 2月15日        | 小平麻紀        | 小平麻紀        | 中矢利子 | 松田真路   | ニャース         |
| 63   | 2月22日        | 小平麻紀        | 小平麻紀        | 中矢利子 | 中野悟史   | サトシ           |
| 64   | 3月1日         | 小平麻紀        | 松田真路        | 鈴木敦   | 松田真路   | ジョーイ         |
| 65   | 3月8日         | 小平麻紀        | 松田真路        | 鈴木敦   | 松田真路   | リーリエ         |
| 66   | 3月15日        | 小平麻紀        | 小平麻紀        | 中矢利子 | 中野悟史   | カキ             |
| 67   | 3月22日        | 小平麻紀        | 松田真路        | 鈴木敦   | 松田真路   | バーネット博士   |
| 68   | 4月5日         | 小平麻紀        | 松田真路        | 中矢利子 | 中野悟史   | ジョーイ         |
| 69   | 4月12日        | 松田真路        | 松田真路        | 中矢利子 | 中野悟史   | マーマネ         |
| 70   | 4月19日        | 松田真路        | 松田真路        | 中矢利子 | 中野悟史   | カキ             |
| 71   | 4月26日        | 小平麻紀        | 小平麻紀        | 中矢利子 | 中野悟史   | ククイ博士       |
| 72   | 4月26日        | 小平麻紀        | 小平麻紀        | 中矢利子 | 中野悟史   | マオ             |
| 73   | 5月3日         | 小平麻紀        | 小平麻紀        | 中矢利子 | 中野悟史   | ムサシ           |
| 74   | 5月10日        | 小平麻紀        | 小平麻紀        | 中矢利子 | 中野悟史   | サトシ           |
| 75   | 5月17日        | 毛利和昭        | 牧野吉高        | 中矢利子 | 中野悟史   | ロトム図鑑       |
| 76   | 5月24日        | 毛利和昭        | 牧野吉高        | 中矢利子 | 中野悟史   | コジロウ         |
| 77   | 5月31日        | 松田真路        | 松田真路        | 中矢利子 | 中野悟史   | サトシ           |
| 78   | 6月7日         | 松田真路        | 松田真路        | 中矢利子 | 中野悟史   | バーネット博士   |
| 79   | 6月14日        | 小平麻紀        | 小平麻紀        | 中矢利子 | 中野悟史   | ククイ博士       |
| 80   | 6月28日        | 牧野吉高        | 牧野吉高        | 中矢利子 | 中野悟史   | リーリエ         |
| 81   | 7月5日         | 牧野吉高        | 牧野吉高        | 中矢利子 | 中野悟史   | バーネット博士   |
| 82   | 7月19日        | 牧野吉高        | 牧野吉高        | 中矢利子 | 中野悟史   | マオ             |
| 83   | 7月26日        | 牧野吉高        | 牧野吉高        | 中矢利子 | 中野悟史   | マーマネ         |
| 84   | 8月2日         | 牧野吉高        | 牧野吉高        | 中矢利子 | 中野悟史   | サトシ           |
| 85   | 8月9日         | 牧野吉高        | 牧野吉高        | 中矢利子 | 中野悟史   | カキ             |
| 86   | 8月16日        | でんさおり      | でんさおり      | 中矢利子 | 中野悟史   | マオ             |
| 87   | 8月23日        | 小平麻紀        | 小平麻紀        | 中矢利子 | 中野悟史   | リーリエ         |
| 88   | 8月30日        | 小平麻紀        | 小平麻紀        | 中矢利子 | 中野悟史   | ニャース         |
| 89   | 9月6日         | 小平麻紀        | 小平麻紀        | 中矢利子 | 中野悟史   | ロトム図鑑       |
| 90   | 9月13日        | 小平麻紀        | 小平麻紀        | 中矢利子 | 中野悟史   | バーネット博士   |
| 91   | 10月7日        | 小平麻紀        | 小平麻紀        | 中矢利子 | 中野悟史   | カキ             |
| 92   | 10月14日       | 小平麻紀        | 小平麻紀        | 中矢利子 | 中野悟史   | コジロウ         |
| 93   | 10月21日       | 小平麻紀        | 小平麻紀        | 中矢利子 | 中野悟史   | マーマネ         |
| 94   | 10月28日       | 小平麻紀        | 小平麻紀        | 中矢利子 | 中野悟史   | スイレン         |
| 95   | 11月4日        | 小平麻紀        | 小平麻紀        | 中矢利子 | 中野悟史   | カキ             |
| 96   | 11月11日       | 小平麻紀        | 小平麻紀        | 中矢利子 | 中野悟史   | ムサシ           |
| 97   | 11月18日       | 牧野吉高        | 牧野吉高        | 中矢利子 | 中野悟史   | サトシ           |
| 98   | 11月25日       | 牧野吉高        | 牧野吉高        | 中矢利子 | 中野悟史   | ロトム図鑑       |
| 99   | 12月2日        | 小平麻紀        | 小平麻紀        | 安田周平 | 中野悟史   | スイレン         |
| 100  | 12月9日        | 小平麻紀        | 小平麻紀        | 中矢利子 | 中野悟史   | サトシ           |
| 101  | 12月16日       | 小平麻紀        | 小平麻紀        | 中矢利子 | 中野悟史   | サトシ           |
| 102  | 12月23日       | 小平麻紀        | 小平麻紀        | 中矢利子 | 中野悟史   | スイレン         |
| 103  | 2019年 1月6日  | 小平麻紀        | 小平麻紀        | 中矢利子 | 中野悟史   | カキ             |
| 104  | 1月13日        | 小平麻紀        | 小平麻紀        | 中矢利子 | 中野悟史   | ジョーイ         |
| 105  | 1月20日        | 小平麻紀        | 小平麻紀        | 中矢利子 | 中野悟史   | リーリエ         |
| 106  | 1月27日        | 小平麻紀        | 小平麻紀        | 中矢利子 | 中野悟史   | マーマネ         |
| 107  | 2月3日         | 小平麻紀        | 小平麻紀        | 中矢利子 | 中野悟史   | カキ             |
| 108  | 2月10日        | 小平麻紀        | 小平麻紀        | 中矢利子 | 中野悟史   | マオ             |
| 109  | 2月17日        | 小平麻紀        | 小平麻紀        | 中矢利子 | 中野悟史   | サトシ           |
| 110  | 2月24日        | 小平麻紀        | 小平麻紀        | 中矢利子 | 中野悟史   | ククイ博士       |
| 111  | 3月3日         | 小平麻紀        | 小平麻紀        | 安田周平 | 中野悟史   | ニャース         |
| 112  | 3月10日        | 小平麻紀        | 小平麻紀        | 安田周平 | 中野悟史   | バーネット博士   |
| 113  | 3月17日        | 小平麻紀        | 小平麻紀        | 中矢利子 | 中野悟史   | スイレン         |
| 114  | 3月24日        | 小平麻紀        | 小平麻紀        | 中矢利子 | 中野悟史   | ハラ             |
| 115  | 3月31日        | 小平麻紀        | 小平麻紀        | 中矢利子 | 中野悟史   | ククイ博士       |
| 116  | 4月7日         | 小平麻紀        | 小平麻紀        | 中矢利子 | 中野悟史   | リーリエ         |
| 117  | 4月14日        | 小平麻紀        | 小平麻紀        | 中矢利子 | 中野悟史   | マオ             |
| 118  | 4月21日        | 小平麻紀        | 小平麻紀        | 中矢利子 | 中野悟史   | カキ             |
| 119  | 4月28日        | 小平麻紀        | 小平麻紀        | 中矢利子 | 中野悟史   | マーマネ         |
| 120  | 5月5日         | 小平麻紀        | 小平麻紀        | 中矢利子 | 中野悟史   | スイレン         |
| 121  | 5月12日        | Giulia Lamperti | Giulia Lamperti | 中矢利子 | 中野悟史   | ニャース         |
| 122  | 5月19日        | 小平麻紀        | 小平麻紀        | 中矢利子 | 中野悟史   | ムサシ           |
| 123  | 5月26日        | 小平麻紀        | 小平麻紀        | 中矢利子 | 中野悟史   | マーマネ         |
| 124  | 6月2日         | 小平麻紀        | 小平麻紀        | 中矢利子 | 中野悟史   | バーネット博士   |
| 125  | 6月9日         | 小平麻紀        | 小平麻紀        | 中矢利子 | 中野悟史   | サトシ           |
| 126  | 6月16日        | 小平麻紀        | 小平麻紀        | 中矢利子 | 中野悟史   | ロトム図鑑       |
| 127  | 6月23日        | 小平麻紀        | 小平麻紀        | 中矢利子 | 中野悟史   | バーネット博士   |
| 128  | 6月30日        | 小平麻紀        | 小平麻紀        | 中矢利子 | 中野悟史   | ククイ博士       |
| 129  | 7月7日         | 小平麻紀        | 小平麻紀        | 中矢利子 | 中野悟史   | コジロウ         |
| 130  | 7月14日        | 小平麻紀        | 小平麻紀        | 中矢利子 | 中野悟史   | ハラ             |
| 131  | 7月21日        | 小平麻紀        | 小平麻紀        | 柳原好貴 | 中野悟史   | マオ             |
| 132  | 7月28日        | 小平麻紀        | 小平麻紀        | 中矢利子 | 中野悟史   | ロトム図鑑       |
| 133  | 8月4日         | 小平麻紀        | 小平麻紀        | 柳原好貴 | 中野悟史   | リーリエ         |
| 134  | 8月11日        | 小平麻紀        | 小平麻紀        | 中矢利子 | 中野悟史   | ジョーイ         |
| 135  | 8月18日        | 小平麻紀        | 小平麻紀        | 中矢利子 | 中野悟史   | スイレン         |
| 136  | 8月25日        | 小平麻紀        | 小平麻紀        | 中矢利子 | 中野悟史   | ククイ博士       |
| 137  | 9月1日         | 小平麻紀        | 小平麻紀        | 中矢利子 | 中野悟史   | ハラ             |
| 138  | 9月8日         | 小平麻紀        | 小平麻紀        | 中矢利子 | 中野悟史   | ロトム図鑑       |
| 139  | 9月15日        | 小平麻紀        | 小平麻紀        | 中矢利子 | 中野悟史   | バーネット博士   |
| 140  | 9月22日        | 小平麻紀        | 小平麻紀        | 中矢利子 | 中野悟史   | ナリヤ・オーキド |
| 141  | 9月29日        | 小平麻紀        | 小平麻紀        | 中矢利子 | 中野悟史   | カキ             |
| 142  | 10月6日        | 小平麻紀        | 小平麻紀        | 中矢利子 | 中野悟史   | マーマネ         |
| 143  | 10月13日       | 小平麻紀        | 小平麻紀        | 中矢利子 | 中野悟史   | マオ             |
| 144  | 10月20日       | 小平麻紀        | 小平麻紀        | 中矢利子 | 中野悟史   | ハラ             |
| 145  | 10月27日       | 小平麻紀        | 小平麻紀        | 中矢利子 | 中野悟史   | リーリエ         |

## プラネタリウム映画
ポケットモンスター サン&ムーン プラネタリウム
2017年製作。コニカミノルタ製作のプラネタリウム映画。上映時間29分。全天周CG＋アニメーション。

## 国外での放送
日本国外ではディズニーXDにて放送されている。